# 사회과학 연구 네트워크
사회과학 연구 네트워크(Social Science Research Network, SSRN)는 사회과학 및 인문학 관련 분야의 학술 연구를 신속하게 보급하는 것을 목적으로 만들어진 출판 전 논문(preprint) 저장소 중 하나다. 엘스비어(Elsevier) 출판사가 2016년 5월 Social Science Electronic Publishing Inc.로부터 SSRN을 인수하여 현재까지 운영해 오고 있다.

## 같이 보기
- ArXiv
- RePEc